# Swastyka
Swastyka (dewanagari स्वस्तिक, transliteracja svastika, transkrypcja swastika, 卐 lub 卍) – znak zazwyczaj w kształcie równoramiennego krzyża, o ramionach zagiętych pod kątem prostym. Nazwa svastika pochodzi z sanskrytu i oznacza „przynoszący szczęście” (svasti „powodzenie, pomyślność”, od su „dobry” i asti „jest”, -ka sufiks rzeczownikowy).
Swastyka jest symbolem religijnym, obecnym w różnych kulturach i religiach na całym świecie. W Azji jest powszechnie stosowanym symbolem szczęścia i pomyślności. W cywilizacji zachodniej pierwotnie również funkcjonująca jako symbol pozytywny i jako taki nadal wykorzystywana jest przez wyznawców religii rdzennych i neopogańskich. Od II wojny światowej utożsamiana jest jednak głównie ze zbrodniczym reżimem III Rzeszy i nazizmem a także ruchami neonazistowskimi, przez co jej używanie w takim kontekście jest w wielu państwach zakazane.

## Przegląd
Inne nazwy:
- niem. Hakenkreuz – hakowaty krzyż (nazwa stosowana również w języku kaszubskim i etnolekcie śląskim),
- gr. gammadion – oznaczająca złożenie czterech liter gamma (Γ), stąd również nazwa francuska: croix gammée (krzyż gamma),
- ang. fylfot – anglosaska i skandynawska wersja swastyki, czasem słowo używane jako jej synonim,
- fiń. hakaristi – fińska swastyka, pierwotnie symbol szczęścia. Formę swastyki miały amulety i talizmany mające chronić przed złem. W latach 1918–1944 niebieska swastyka na białym tle była symbolem fińskiego lotnictwa,
- bask. lauburu baskijska swastyka w formie czterech kropel,
- swarga[3], cyrylickie сварга – nazwa słowiańska, podobnie jak polskie świąszczyca, używana współcześnie przez organizacje i ruchy odwołujące się do kultury słowiańskiej; również swarożyca, swarzyca, czy regionalne góralskie krzyżyk niespodziany[4], wariant ośmioramienny nazywany jest również słoneczko[5],
- jap. Manji.

## Formy i symbole
Swastyka może mieć ramiona zgięte w prawo albo w lewo. Postać „prawoskrętna”, naśladująca kształtem ramion ruch Słońca (widziany z półkuli północnej Ziemi), kojarzona jest najczęściej z kultami solarnymi, jako symbol ognia i Słońca (krąg promieni); jest talizmanem przynoszącym szczęście; bywała symbolem bogiń, a więc płodności. Swastyka z ramionami skierowanymi w lewo (nazywana sauvastika) jest znakiem nocy i magii, emblematem straszliwej bogini Kali, żony Śiwy.
Na skutek zaanektowania symbolu swastyki przez III Rzeszę, symbol ten czasami błędnie uważa się za znak germański. Swastyka występuje jednak na całym świecie (poza Australią) od pradawnych czasów.
Jedno z najstarszych malowideł z motywem swastyki pochodzi z paleolitu – ma więc około 10 000 lat. Swastykę odkrywano w znaleziskach z późnego neolitu na Bliskim Wschodzie, w późniejszych w Babilonie i u Hetytów. W epoce brązu znana była już w Troi, Mykenach, Skandynawii, później w Grecji, Italii, Chinach, Japonii. Znak ten odkryto również na palestyńskich synagogach sprzed 2000 lat.
Wybrane przykłady spośród licznych zróżnicowanych form swastyk:

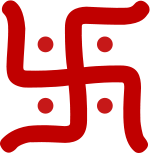
Swastyka indyjska
Motyw swastyki jako popularny ozdobnik w sztuce greckiej i rzymskiej
Swastyka jako jedna z form krzyża słonecznego
Swastyki w motywie zdobniczym zwanym potocznie Krzyżem Słowiańskim, pochodzącym z popielnicy z Białej k. Łodzi
Słoneczko (in. Kołowrót) jest jedną z odmian swastyki, używaną przez rodzimowierców słowiańskich
Swastyka o ukośnej geometrii (w takiej formie popularnie wykorzystywana w symbolice III Rzeszy)
Swastyka jako oznaczenie lotnictwa fińskiego (w różnych wariantach używane w latach 1918–1945)
Znak rozpoznawczy lotnictwa Łotwy w latach 1919–1940

## Swastyka w Azji
W hinduizmie swastyka jest często stosowanym znakiem. Jest uznawana za symbol Ganapatiego, słoniogłowego bóstwa o ludzkim ciele, ku któremu kierowana jest początkowa mantra lub recytacja w większości praktyk religijnych hindusów. Podobnie, w nowożytnym hinduizmie, znak swastyki pojawia się na pierwszej karcie ksiąg.
W Chinach znak swastyki pojawił się ok. 2000 lat temu, wraz ze sprowadzeniem buddyzmu z Indii. Za czasów dynastii Tang z woli jedynego w historii Chin kobiety cesarza Wu Zetian znak ten trafił do chińskiego pisma wraz z lekcją „wan”, zapożyczoną od znaku „万” (dosł. dziesięć tysięcy). Dziesięć tysięcy to w Chinach symbol pełni, kompletności, a znaczenie znaku „卍” to „pomyślne zgromadzenie dziesięciu tysięcy cnót” (chiń. 吉祥万德之所集). Mnich Xuanzang, jeden z najważniejszych chińskich tłumaczy literatury buddyjskiej w epoce Tang, tłumaczył znaczenie swastyki terminem „德” (cnota). Wraz z innymi chińskimi znakami lewoskrętna postać swastyki trafiła do Korei (만 – man), gdzie jest najbardziej znanym symbolem buddyjskim, a potem także do Japonii. Manji wymawia się „man” lub „ban” po sinojapońsku i manji po japońsku.
Jest symbolem religijnym w dźinizmie i buddyzmie, a także w tybetańskiej tradycji bon. Podobnie jak w Korei, gdzie symbol swastyki widnieje na wielu świątyniach buddyjskich, także w Japonii związany jest z buddyzmem.
Swastyka także pojawia się na godle Mongolii, co nawiązuje do symboliki buddystycznej.

Godło Mongolii z motywem swastyki
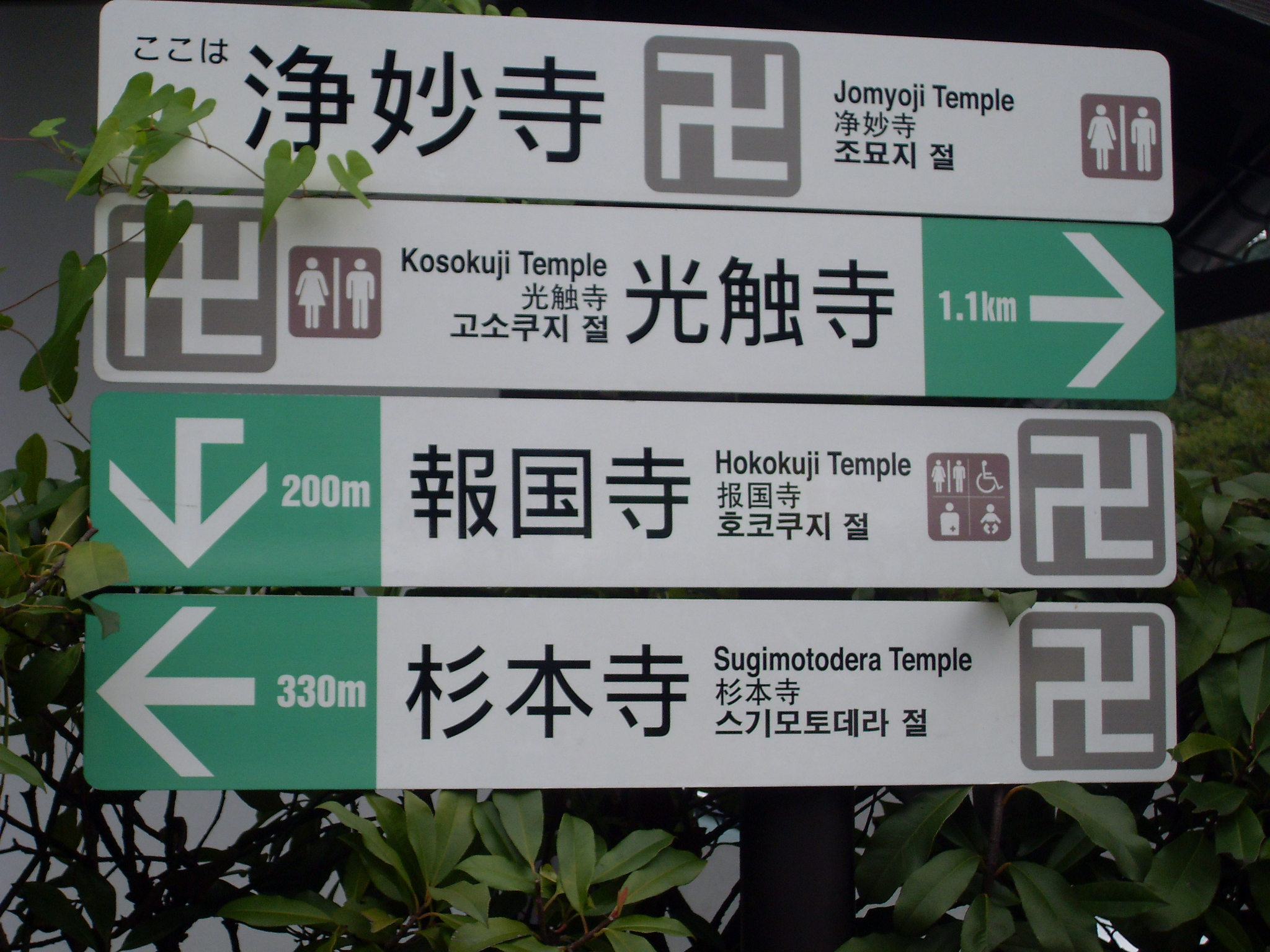
Swastyka jako symbol buddyzmu na tablicy informacji turystycznej, wskazującej położenie buddyjskich świątyń w Kamakura w Japonii
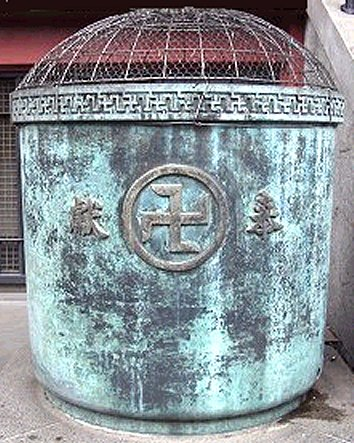
Buddyjska swastyka na naczyniu z brązu w Japonii
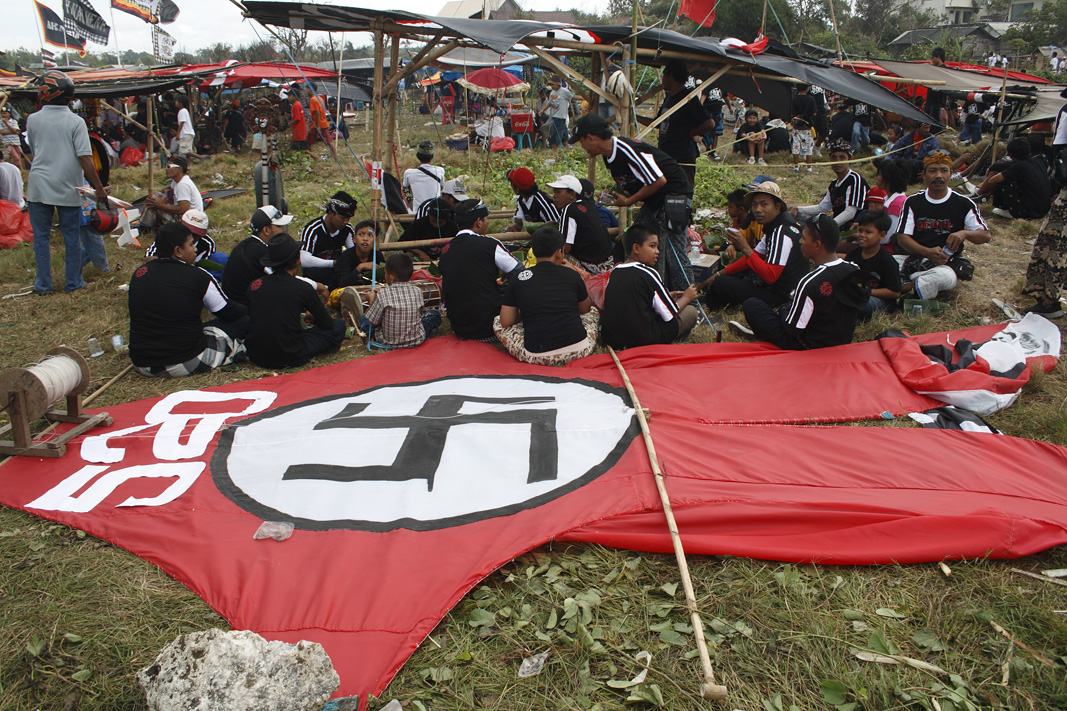
Tradycyjny latawiec na Bali ze znakiem swastyki

## Swastyka w Europie

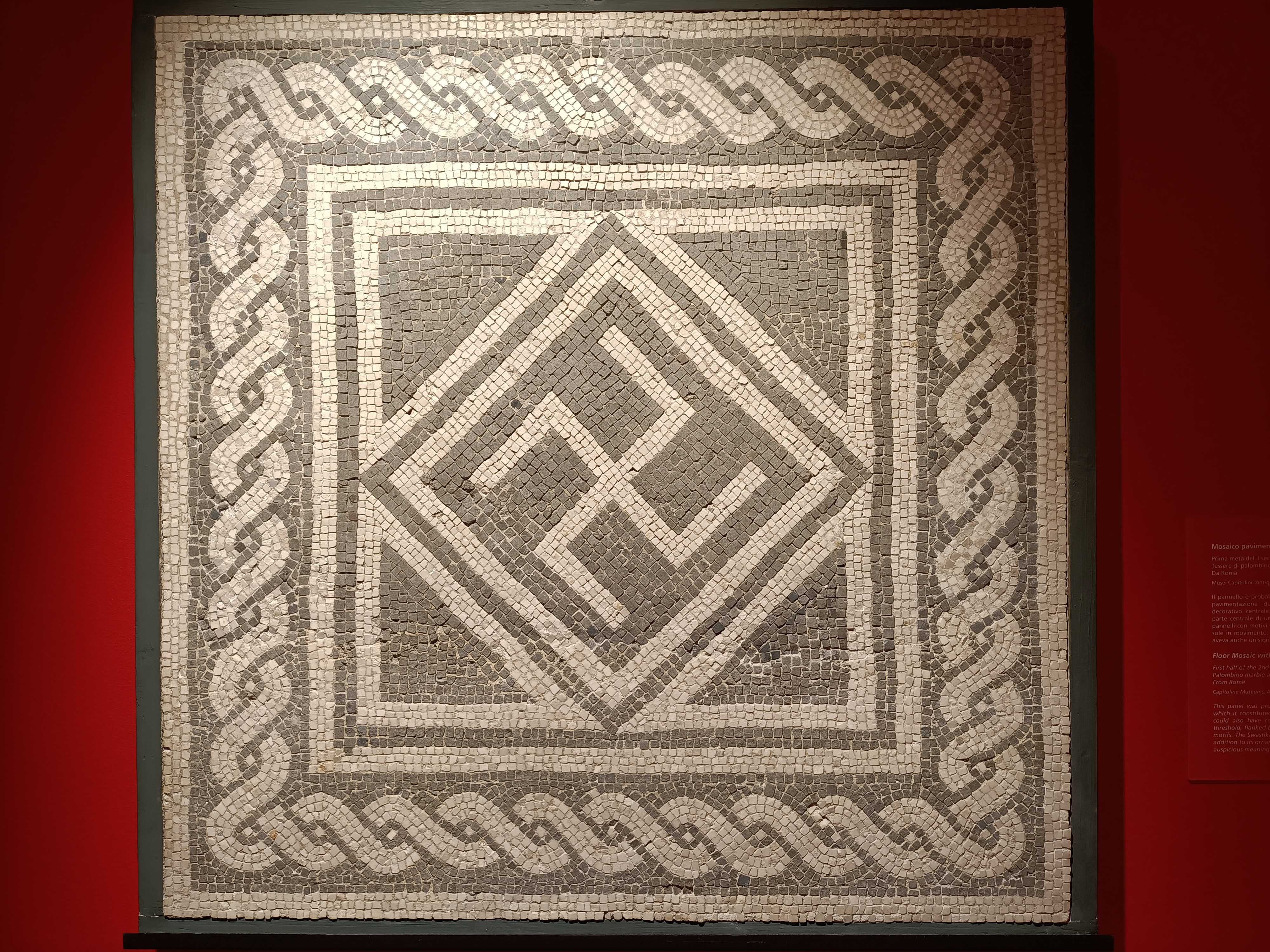
Swastyka na starożytnej rzymskiej mozaice

U plemion germańskich w I–IV w. n.e. pojawiła się forma trójramienna (triskelion). Do dziś wzór ten przetrwał w herbach Sycylii i Wyspy Man.
Jeszcze w 1918 roku, przed niemieckimi nazistami, swastyka w kolorze niebieskim (jak na fińskiej fladze) została przyjęta jako znak przynależności państwowej fińskich wozów bojowych. Miała ona zagięte ramiona krótsze od ramion krzyża. Następnie stała się znakiem rozpoznawczym fińskich samolotów, z ramionami długości równej ramionom krzyża, lecz w odróżnieniu od niemieckiej, malowana jako krzyż prosty, a nie ukośny. Jako znak rozpoznawczy fińskich sił zbrojnych, swastyka zniknęła w 1944 roku, jako jednoznacznie kojarzona z nazizmem. Fińska ochotnicza organizacja pomocnicza kobiet Lotta Svärd, działająca od początku lat 20. do 1944 r. przyjęła w 1921 r. jako swój symbol niebieską swastykę z różami. Lotnictwo Łotwy znakowało w latach 1935–1940 swoje samoloty ciemnoczerwoną (jak kolory łotewskiej flagi) swastyką. Islandzka firma transportowa Eimskip używała od czasu swego powstania w 1914 roku, starego nordyckiego symbolu oznaczającego Młot Thora, który jest swastyką o skróconych ramionach.
Odmianą swastyki jest również słowiańskie Słoneczko (znane również pod nazwą kołowrót), które ma osiem ramion.
Także Baskowie mają swój, ważny i pochodzący z dawnych czasów znak lauburu nazywany czasem baskijską swastyką.

### Heraldyka

herb Boreyko XIV–XV w.

Niektóre godła pochodzące od „trifosu” przypominają polskie herby Brodzic (odmiana bez kółka), Kroje, Trąby, Cielątkowa i Drogomir (Złota Goleń). Natomiast różne kształty „fyrfosu” odpowiadają herbom Boreyko i Jelce.

### Na ziemiach polskich
Znak swastyki znany był wśród Słowian, również na ziemiach polskich – zwana była też swargą.
Znak swastyki pojawia się na jednej z najstarszych monet polskich, denarze z imieniem Misico (Mieszko). We wcześniejszych opracowaniach, emisję tej monety przypisywano Mieszkowi I (dlatego jej wizerunek znajduje się na banknocie 10 złotych z 1994 roku). Obecnie uważa się, że jest to moneta Mieszka II Lamberta. Ponieważ moneta ta jest znana ze skarbów datowanych na lata 1017–1025, więc uważa się, że była emitowana przez Mieszka II jako następcę tronu jeszcze za rządów jego ojca Bolesława Chrobrego. Na rewersie monety widać w środku równoramienny krzyż, a w otoku cztery swastyki, które wówczas występowały jako odmiana krzyża chrześcijańskiego.
W okresie I Rzeczypospolitej symbol swastyki widniał również na herbie szlacheckim Boreyko. W swej starożytnej roli talizmanu przetrwała na Podhalu, gdzie nazywana jest „krzyżem niespodzianym”; nazwę tę zaproponował prof. Antoniewicz (w latach 20. XX w.), w różnych kształtach rzezana lub malowana na belkach stropu i w innych zakamarkach, miała – jako symbol Słońca – płoszyć „złe”, które by chciało się zagnieździć w domu. Można ją zobaczyć m.in. w schronisku „Murowaniec” na Hali Gąsienicowej w postaci elementu dekoracyjnego kutej z żelaza barierki klatki schodowej.
W dwudziestoleciu międzywojennym symbol swastyki pojawił się w Wojsku Polskim jako część emblematu noszonego na kołnierzu munduru przez artylerzystów 21 i 22 Dywizji Piechoty Górskiej oraz odznak pułkowych: 1, 2, 3, 4, 5 i 6 Pułku Strzelców Podhalańskich i 4 Pułku Piechoty Legionów. Granatowa swastyka była tłem odznaki instruktorskiej Ligi Obrony Powietrznej i Przeciwgazowej. Znak ten widniał także na odznace ZHP „Wdzięczności” oraz był symbolem założonego w 1920 Towarzystwa Wydawniczego „Ignis” (łac. ogień).
Symbol swastyki szczególnie lubił Mieczysław Karłowicz, kompozytor i taternik, autor licznych pionierskich wejść i przejść tatrzańskich. Sygnował nim górskie szlaki, bilety wizytowe i listy do przyjaciół. Gdy w 1909 zginął w lawinie pod Małym Kościelcem, przyjaciele postawili w miejscu jego śmierci głaz z pamiątkowym napisem i znakiem swastyki. Podobnie znakiem tym posługiwał się Walery Eliasz-Radzikowski, umieszczając swastykę przy podpisie.
Swastyka nadal widnieje na sztandarach i odznakach pamiątkowych współczesnych jednostek strzelców podhalańskich. Po II wojnie światowej na skutek uwarunkowań historycznych symbol ten został wycofany jako element umundurowania (zastąpiony przez szarotkę alpejską)

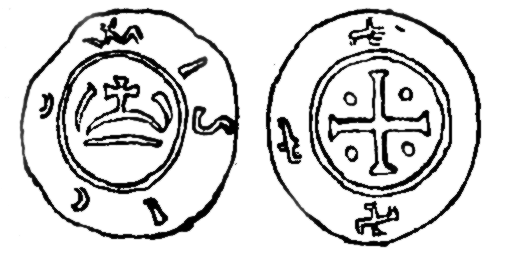
Denar Misico Mieszka II
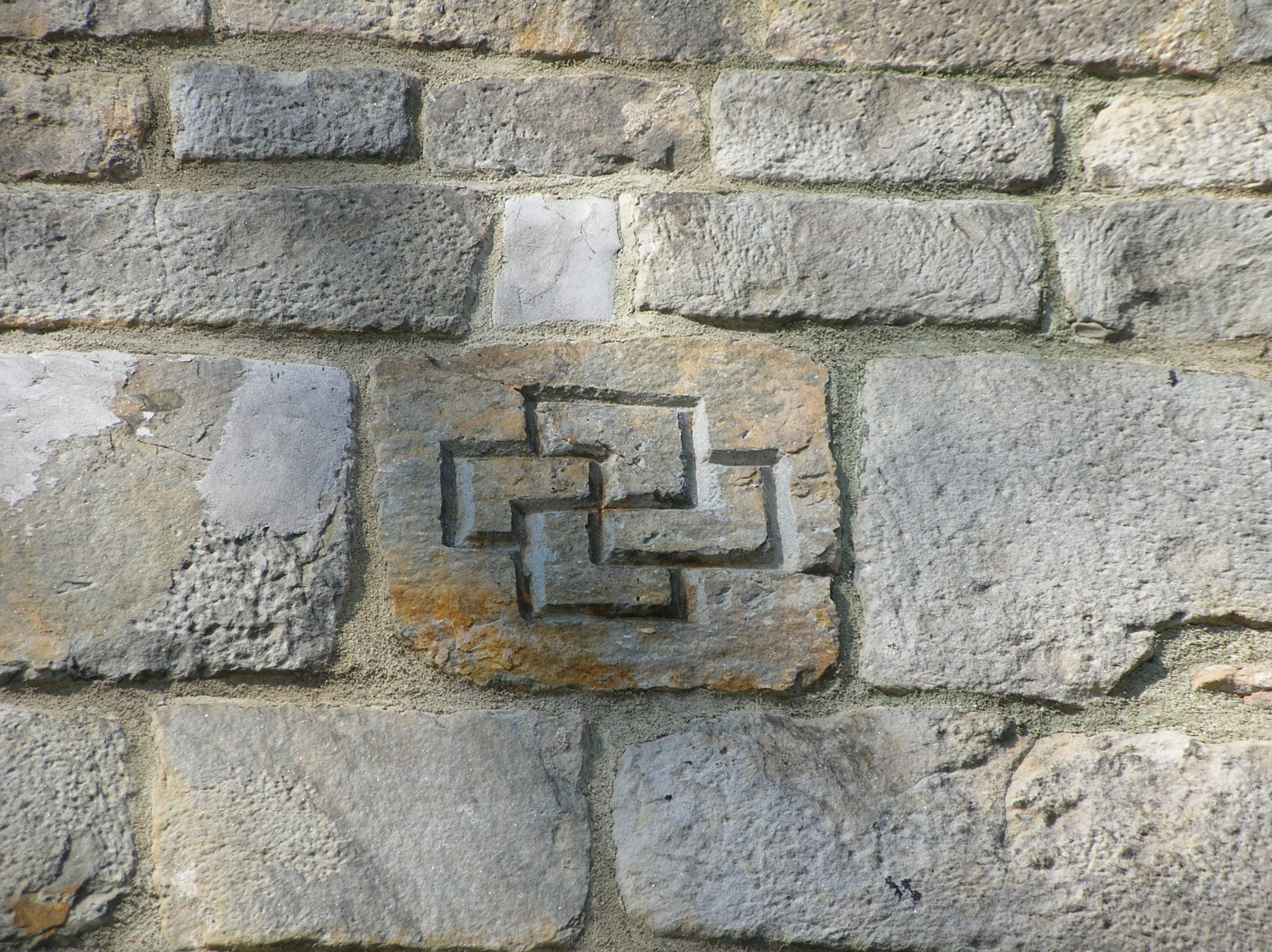
Podwójna swastyka na ścianie kolegiaty z XII w. w Kruszwicy
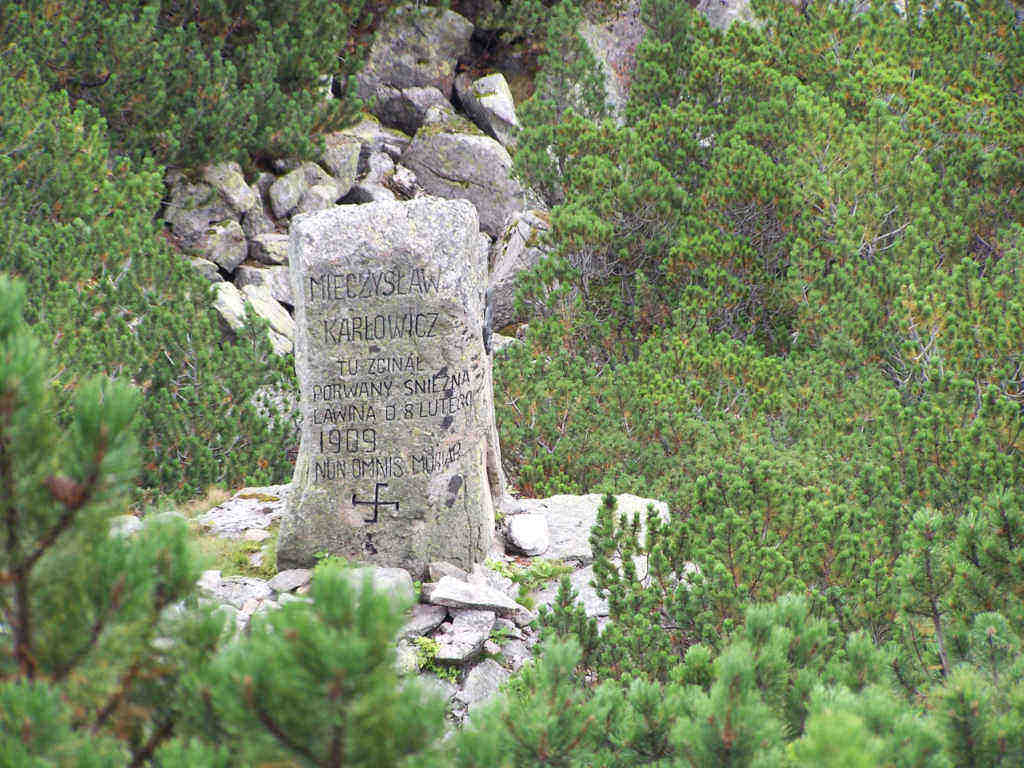
Swastyka na „Kamieniu Karłowicza” w Tatrach
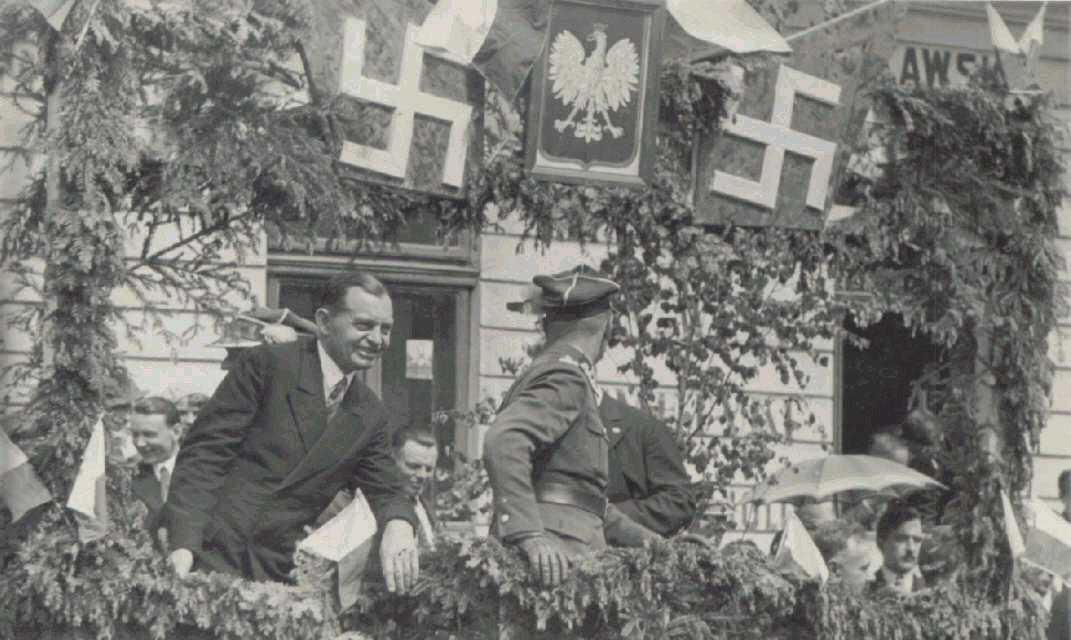
Góralskie krzyże podczas defilady święta pułkowego – 2. PSP, Sanok, 1936
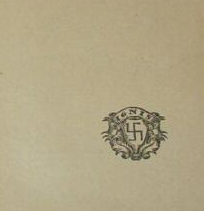
Swastyka jako znak Towarzystwa Wydawniczego „Ignis” działającego w Polsce w latach 1920–1928
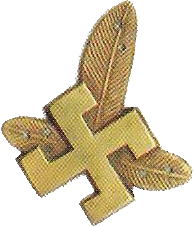
Korpusówka Strzelców Podhalańskich noszona na kołnierzach munduru jednostek DPG do roku 1945
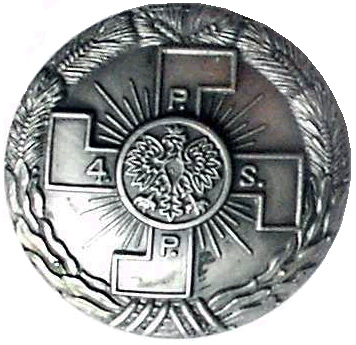
Odznaka 4 Pułku Strzelców
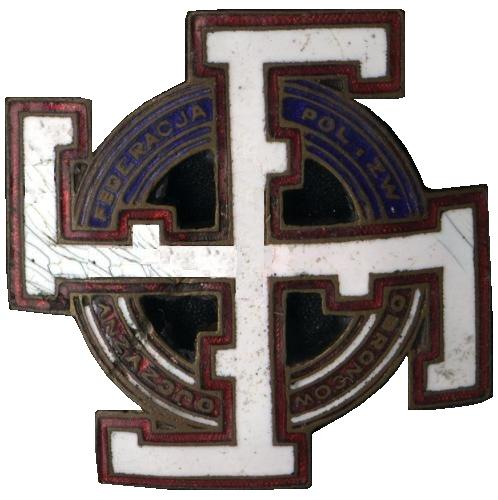
Federacja Polskich Związków Obrońców Ojczyzny wzór MSW nr 24, poz. 285 z roku 1929
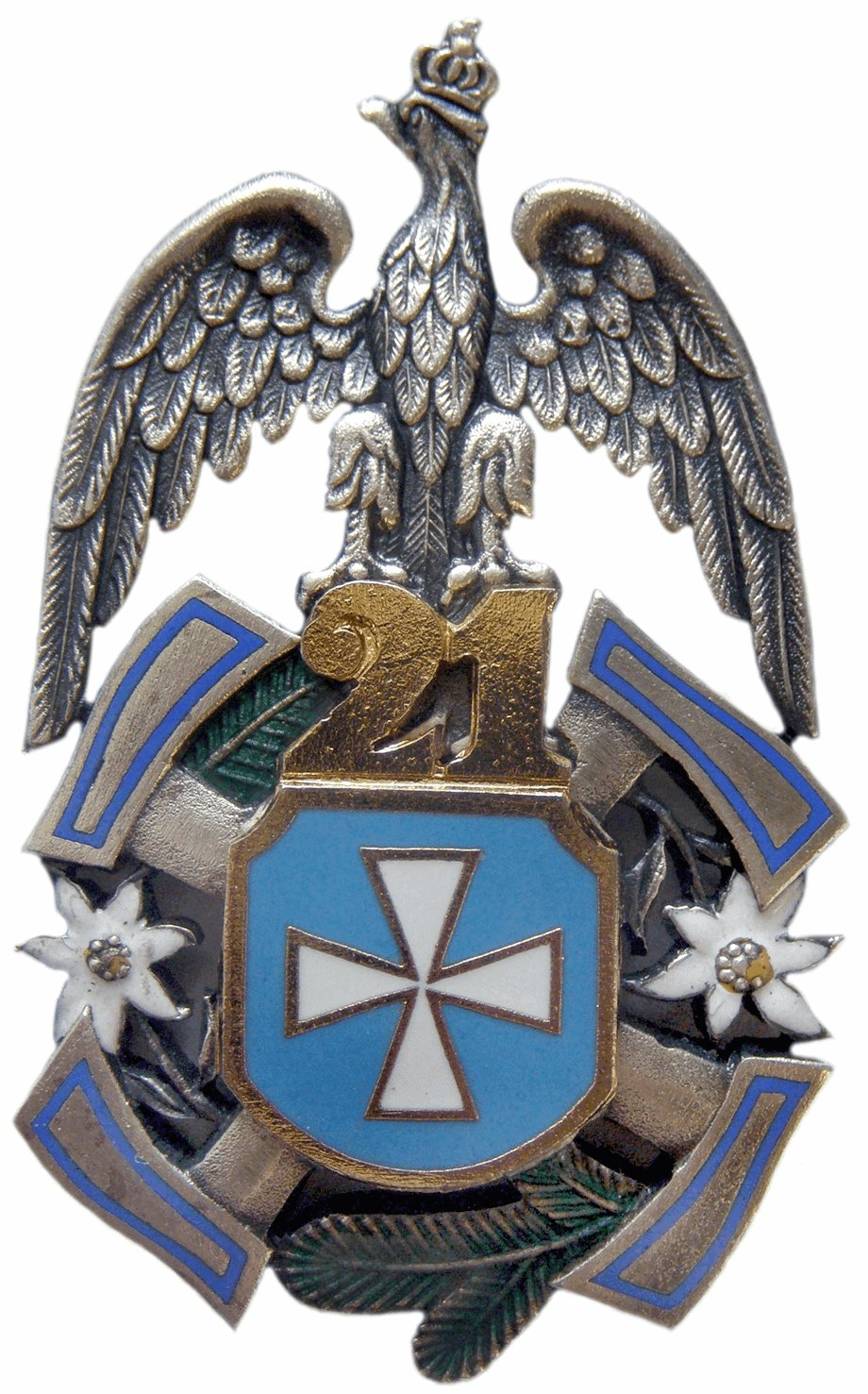
Odznaka pamiątkowa współczesnej 21 Brygady Strzelców Podhalańskich

## Symbole nazizmu

Swastyka III Rzeszy

Niemieccy naziści, tworząc ideologię wyższości „rasy aryjskiej”, zaczerpnęli z tradycji Ariów również ten starożytny symbol, czyniąc zeń w 1920 roku godło NSDAP, a następnie symbol państwowy III Rzeszy. Hitler prawdopodobnie zetknął się ze swastyką w dziełach Guido von Lista. List popularyzował swastykę jako symbol niezwyciężonego niemieckiego herosa. Za osobę, która namówiła Hitlera do użycia swastyki, uważa się współtwórcę DAP, Antona Drexlera. Związany był on pośrednio z Towarzystwem Thule, gdzie po raz pierwszy użyto tego symbolu w kontekście narodowym. W odróżnieniu jednak od tradycyjnej swastyki, rysowanej jako krzyż prosty, swastyka hitlerowska rysowana była zazwyczaj ukośnie, obrócona o 45°. Miała ona ramiona zagięte w prawo, długości równej ramionom krzyża. Skojarzona ze zbrodniami niemieckiego systemu nazistowskiego, swastyka obecnie uważana jest za symbol nazistowski i konkretnie jako taki (w stylistyce używanej przez nazistów) jest prawnie zabroniona w wielu krajach (np. w Niemczech regulują to przepisy §86 i §86a niemieckiego kodeksu karnego StGB). Niektóre organizacje neonazistowskie odwołują się do symboliki swastyki, używając zbliżonych symboli wpisanych w plan koła, a nie kwadratu lub swastyk trójramiennych (triskelionów).